# Euselasia condensa
Euselasia condensa är en fjärilsart som beskrevs av Hans Ferdinand Emil Julius Stichel 1926. Euselasia condensa ingår i släktet Euselasia och familjen Riodinidae. Inga underarter finns listade i Catalogue of Life.